# Лхаса (река)
Лхаса, Гьи-Чу; ранее Ки-Чу, Кьи-Чу (уст. Джичу; тиб. སྐྱིད་ཆུ་, кит. 拉萨河) — река в Китае, на юге Тибета, левый приток Брахмапутры.

## География
Длина реки составляет около 450 км, площадь бассейна — 26 000 км². Джичу берёт начало на юго-восточных склонах хребта Ньенчен-Тангла на высотах более 5000 м и протекает в юго-западном направлении. В верховьях течёт в глубоком узком ущелье, в низовьях — по плоскому дну широкой долины в русле шириной 150—200 м, где судоходна (от устья до города Лхаса) на высотах до 3650 м.
Река питается талыми (снеговыми и ледниковыми, интенсивное таяние начинается в мае) водами (20-30 %), однако большая часть воды поступает с летними муссонными дождями, которые продолжаются с июля по сентябрь. Средний расход воды составляет 125 м³/с, наибольший — в сентябре (17 % от годового стока). Устойчивая низкая зимняя межень, местами река замерзает.
На реке есть небольшая ГЭС, паромные переправы, мосты. Долина Джичу — важный сельскохозяйственный район Тибета. На берегах расположены город Лхаса и многочисленные буддийские монастыри.